# Georg Ludwig von Köller-Banner
Georg Ludwig von Köller-Banner (født 1. marts 1728 i Freysa ved Ziegenhayn i Hessen, død 30. april 1811 i Altona) var en tysk officer og general i dansk tjeneste.

## Baggrund og tidlig karriere
Georg Ludwig von Köller blev født i Pommern, til hvis adelsslægter han hørte, men opdraget i Hessen, hvor faderen, Joachim Christoph von Köller (født 1690 død 1732) var kaptajn. Moderen var født von Zollen. 13 år gammel indtrådte Køller selv i hessisk krigstjeneste og deltog 1743-48 i felttogene i Bayern, Braband og Skotland og 1757-60 i Syvårskrigen.
Sidstnævnte år fik Köller, der var avanceret til major og havde erhvervet sig ry som en uforfærdet soldat og intelligent infanteriofficer, ansættelse i Danmark som oberstløjtnant ved falsterske regiment til fods, for hvilket regiment den 15-årige prins Carl af Hessen lige var blevet chef. Köller skulle være prinsens militære rådgiver og i virkeligheden føre kommandoen for ham. Det viste sig, at Köller var posten fuldt voksen. Han satte regimentet i fortrinlig skik, førte det i Mecklenburg til grev Saint-Germains fuldkomne tilfredshed og forstod i høj grad den kunst at vinde sine undergivne. "Han er respekteret af høj og lav, fra Officer til Musketer", siger prinsen af Hessen, "og elsket og agtet af enhver for sin vennesæle Færd." Uden for de militære kredse lød dommen over hans optræden imidlertid væsentlig anderledes. Den civile befolkning synes således nærmest at have betragtet ham som en brøsig og anmassende Jacob von Thybo, for hvis anselige skikkelse og vel bekendte legemsstyrke det dog var rådeligst at gå af vejen, og hvor fejlagtigt dette syn end i hovedsagen var, kan det ikke nægtes, at der i Køllers tale og vandel ved siden af megen takt og beherskethed forekommer spor af råhed og hidsighed, ligesom det også nok er troligt, at han med overmod kunne se ned på borgerne, med hvem han så vel i hovedstaden som senere i Rendsborg af og til havde ret skarpe sammenstød.
Imidlertid havde prins Carl kastet sig over artillerividenskaben, hvori general Heinrich Wilhelm von Huth var bleven hans læremester, og 1766 blev Köller udnævnt til oberst, kommandør og det følgende år chef for falsterske regiment, som han efterhånden ved sin kyndighed og levende interesse for tjenesten gjorde til en mønsterafdeling. 1769 var Köller gæst ved et preussisk hærkorps under dets eksercertid i Pommern for at studere udviklingen af Frederik den stores infanteritaktik.

## Teatret
Næst efter tjenesten var teatret Köllers passion. Han var en sikker mand i sin loge i Skuespilhuset eller i den italienske opera og holdt nok af, når et stykke skulle opføres, at være den, der gav tonen an. Ikke mindre kendt var han bag teatrets kulisser, og herfra stammer vel det intime forhold, han bl.a. stod i til jomfru Morell, "Pernilles" senere så berømte fremstillerinde. I den store skandale i det Kongelige Teater 25. november 1771 under opførelsen af Niels Krog Bredals Den dramatiske Journal var Køller som bekendt hovedmanden og afgav stof for Johannes Ewald til persiflagen "Bürgerschreck" i stykket De brutale Klappere.
Med politik eller hofintriger synes Køller indtil udgangen af 1771 ikke at have befattet sig. Han har næppe været blind for den i hovedstaden tiltagende uro og forbitrelse mod Johann Friedrich Struensee og måske nok været vidende om grev Rantzau-Aschebergs og eventyreren Magnus Beringskjolds famlende forsøg på ved enkedronning Juliane Maries hjælp at styrte magthaveren, men der foreligger intet om, at han har indladt sig med dem. Da kaldte et tilfælde ham frem i de misfornøjedes forreste række. En af hans officerer, sekondløjtnant U.A. von Kardorff, havde været overhørig mod et af kommandantskabet ved Juleaftensoptøjerne udstedt forbud, og Struensee tog heraf anledning til en af de første dage i 1772 at dekretere, at løjtnanten skulle kasseres foran fronten af falsterske regiment. Det var forgæves, at Köller bønfaldt ministeren om at mindske denne vilkårlighed og forskåne regimentet for en sådan skamplet.

## Kuppet mod Struensee
Harmfuld herover synes Køller nu at have stillet sig og sit regiment til enkedronningens rådighed, og 13. januar i en rådslagning mellem de sammensvorne blev det i hvert fald
bestemt, at der efter maskeballet natten mellem 16. og 17. januar, da falsterske regiment havde vagt på Christiansborg Slot, skulle gøres ende på Struensees herredømme. Sjællandske dragonregiment under generalmajor Hans Henrik von Eickstedt havde at overholde roligheden i byen. Köller, hvem enkedronningen ved egenhændig billet af 15. januar yderligere ansporede til på kongehusets vegne at tage hævn over Struensee, og som øjensynlig trods sin inferiøre stilling havde fået hovedledelsen, traf sine forberedelser til planens gennemførelse med stor omsigt og koldblodighed. Under ballet sad han og spillede skak med en af sine officerer, som om intet forestod. Alle hovedpersonerne: Struensee, Enevold Brandt, general Peter Elias von Gähler og frue, den ældre Struensee og livlæge Johan Christian Berger blev
arresterede af Köller personlig eller af falsterske regiments officerer, og for Caroline Mathildes vedkommende gælder til dels det samme, i det dronningens arrestation vel formelt var overdraget til grev Rantzau, men denne upålidelige værkfælle var selv sat under bevogtning af 2 af Køllers officerer. Uden at vække mindste forstyrrelse i hovedstaden var den hele "Revolution" i løbet af et par Timer tilendebragt, og nye mænd trådte i spidsen for regeringen.

## Kortvarig lykke
Store gunstbevisninger blev nu Köller til del. Samme dag, som begivenheden fandt sted, blev han generalløjtnant af infanteriet og storkors af Dannebrog; 22. januar fik han udnævnelse til overgeneraladjudant, til deputeret i Generalitetskollegiet og til chef for infanteridepartementet, alt med bibehold af sin stilling og lønning som regimentschef; 30. januar nævnes han som dansk adelsmand under navn af Køller-Banner. Samtiden så i dette opsigtvækkende dobbeltnavn billedlig antydet, at det var Køller, der havde slået slaget og været mærkesmanden 17. januar, og det er troligt nok, at Ove Høegh-Guldberg, fra hvem idéen vel er udgået, har villet udtrykke dette.
I nobilisationspatentet af 13. februar siges der, at kongen for Köllers "besynderlige Troskab og Nidkjærhed" har tilladt ham som et "sært kongeligt Naadeskjendetegn" at forene med sit eget våbenskjold den "ældgamle danske Bannerske Families Skjold, Hjælm og Vaaben". Til Köller-Banners interesser for teatret blev der også taget hensyn, i det han i maj stilledes i spidsen for en kommission, som skulle sætte det Kongelige Teater på en bedre fod. Han skal imidlertid have taget ordet for "platte Anskuelser" og kunne ikke i kommissionen vinde indgang for sine reformer.

## Mister indflydelse og gunst
Også på Köller-Baners egentlige virkefelt var hans rolle mærkelig hastig udspillet. I begyndelsen af november meddeltes det ham, at kongen havde fundet for godt at "anbefale" prinsen af Bevern, der var guvernør i Rendsborg m. m., at opholde sig i København vinteren over, og at Køller-Banner derfor havde midlertidig at overtage dennes forretninger.
Selvfølgelig var dette en art forvisning; prinsen af Bevern vendte ikke mere tilbage, Køller-Banner måtte udtræde af kollegiet og afstå infanteridepartementet, og i foråret 1773 fulgte hans udnævnelse til kommandant i Rendsborg. Det er endnu ikke fuldt opklaret, hvad der var den egentlige grund til hans fald. Efter nogle skal han have fornærmet prinsen af Hessen, efter andre trak han det korteste strå lige over for generalerne Eickstedt og Huth. Vist er det, at hans fjernelse ikke skete med enkedronningens og arveprins Frederiks gode Vilje. "List, Misundelse og Avind", skriver arveprinsen med tydelig henpegen på Köller-Banner, "har forbundet sig mod en af dem, vi den lykkelige 17. Jan. har haft de stærkeste og største Tjenester af."
Ved deres hjælp holdt Köller-Banner sig også i nogen tid oven vande, og 1774 var efter omstændighederne et godt år for ham. Han fik tilladelse til at se til sit regiment, der modtog ham med begejstring, blev i anledning af arveprinsens bryllup 21. oktober udnævnt til guvernør i Rendsborg og til infanteriinspektør m. m. i Hertugdømmerne og fik af kongen overrakt en kostbar ring, hvori der var indgravet ordet "Merito". Men samtidig fratrådte han kommandoen over falsterske regiment, og i kabinetsordrer fra begyndelsen af 1775 hed det under fremhævelse af hans "berømmelige" tjeneste, at kongen havde "overtalt sig til" at afskedige ham fra hans guvernement og øvrige poster i Hertugdømmerne. Han skulle dog beholde sin lønning og have tilladelse til som overgeneraladjudant på det "honorableste" at besøge fremmede armeer, "ja at bivaane Felttog".
Han foretog straks en sådan udenlandsrejse, hvorfra han vendte hjem 1776. Han gæstede dette og det følgende år flere gange enkedronningen, hvem han synes at have forelagt planer til en ny regeringsordning, men hans spil var nu tabt, og 30. april fik han endelig afsked som general af infanteriet.

## Dårlig samvittighed og død
Köller-Banner ejede i fællesskab med en nevø godset Moratz i Pommern, hvor han havde flere besiddelser; han skrev sig til Görke og Dobberphul. Efter sin afsked tog han dog ikke bolig der, men i Altona, hvor han døde 30. april 1811. De blodige minder om Struensee og Brandt skulle i de senere år have pint den gamle mand, og der menes, at hans død var en følge af et selvmordsforsøg på årsdagen for grevernes henrettelse (28. april). Han døde i hvert fald af nogle sår, som han selv påførte sig.
Han er begravet på Heiligengeist Kirchhof i Altona.